# Slaget vid Liaoyang
Slaget vid Liaoyang ägde rum mellan den 30 augusti till den 2 september 1904 under Rysk-japanska kriget. Striderna stod mellan japanska och ryska förband i området kring staden Liaoyang i nordöstra Kina. Slaget utkämpades utefter en 25 kilometer lång frontlinje, försvarad av 155 000 ryska soldater under befäl av Aleksej Kuropatkin anfallna av 120 000 japaner under befäl av marskalk Oyama Iwao. Efter anfall mot framskjutna ställningar anföll japanerna den ryska huvudställningens västra flygel och mitt 1-2 september. Ett av Kuropatkin planerat motanfall uteblev. Mellan den 3 och 4 september utrymde de ryska trupperna ställningarna och drog sig med betydande förluster tillbaka till Mukden.